# Gmina Puurmani
Gmina Puurmani (est. Puurmani vald) – gmina wiejska w Estonii, w prowincji Jõgeva. Gminę zamieszkuje 1442 osób na obszarze 292,7 km², co daje gęstość zaludnienia równą 4,92 os./km².
W skład gminy wchodzą:
- Alevik: Puurmani.
- 12 wsi: Altnurga, Härjanurme, Jõune, Jüriküla, Kirikuvalla, Kursi, Laasme, Pikknurme, Pööra, Saduküla, Tammiku, Tõrve.